# 沖縄の風
沖縄の風（おきなわのかぜ）は、参議院の会派。参議院沖縄県選挙区選出の議員2名からなる。

## 会史
沖縄県の民意を国会の場に届けることを目的とし、沖縄社会大衆党所属の糸数慶子、無所属として2016年7月10日の第24回参議院議員通常選挙で初当選した伊波洋一の2名により、糸数を代表者として7月26日に参議院事務局へ結成を届け出た。伊波は幹事長に就任した。
2019年の第25回参議院議員通常選挙では糸数が勇退し、社大党は高良鉄美をオール沖縄の候補として擁立し当選した。
2025年の第27回参議院議員通常選挙では高良鉄美が不出馬となり、高良沙哉がオール沖縄の候補として立候補し当選、議席を維持した。

## 所属議員
| 参議院議員 | 参議院議員             |
| ---------- | ---------------------- |
| 2028年改選 | 伊波洋一 （2回、沖縄） |
| 2031年改選 | 高良沙哉 （1回、沖縄） |

## 政策
結成時の記者会見では、基本政策として7項目を掲げた。
1. 憲法9条を守り、安全保障法制の廃止、日米地位協定の全面改定
2. 新基地建設断念、オスプレイ配備を撤回
3. 環太平洋パートナーシップ協定（TPP）と消費増税に反対し、沖縄の振興を図る
4. 社会保障制度の拡充、医療福祉の充実
5. 貧困問題や待機児童の解消
6. 性犯罪・性暴力の撲滅、雇用機会の均等など女性が生きやすい社会づくり
7. 原発の新設再稼働反対